# 위컴구

위컴구의 위치

위컴구(영어: Wycombe District)는 잉글랜드 버킹엄셔주에 위치한 비도시 자치구로 중심 도시는 하이위컴이며 인구는 174,878명(2014년 기준), 면적은 324.57km2이다.